# Cyclisme aux Jeux paralympiques d'été de 2016
Navigation
Édition précédente Édition suivante
Le cyclisme ou paracyclisme aux Jeux paralympiques d'été de 2016 consistent en 50 épreuves, 18 sur piste et 32 sur route. Les compétitions sur pistes se déroulent au vélodrome de Barra et les courses sur route au parc de Flamengo.

## Podiums

### Femmes
| Classe                | Or                                              | Argent                                           | Bronze                     |
| Contre-la-montre B    | Katie-George Dunlevy (IRL)Guide : Eve McCrystal | Yurie Kanuma (JPN)                               | Lora Turnham (GBR)         |
| Contre-la-montre H1-3 | Karen Darke (GBR)                               | Alicia Dana (USA)                                | Francesca Porcellato (ITA) |
| Contre-la-montre H4-5 | Dorothee Vieth (GER)                            | Andrea Eskau (GER)                               | Laura de Vaan (NED)        |
| Contre-la-montre C1-3 | Alyda Norbruis (NED)                            | Denise Schindler (GER)                           | Zeng Sini (CHN)            |
| Contre-la-montre C4   | Shawn Morelli (USA)                             | Megan Fisher (USA)                               | Susan Powell (AUS)         |
| Contre-la-montre C5   | Sarah Storey (GBR)                              | Anna Harkowska (POL)                             | Samantha Bosco (USA)       |
| Contre-la-montre T1-2 | Carol Cooke (AUS)                               | Jill Walsh (USA)                                 | Shelley Gautier (CAN)      |
| Course sur route B    | Iwona Podkoscielna (POL)                        | Katie-George Dunlevy (IRL) Guide : Eve McCrystal | Emma Foy (NZL)             |
| Course sur route H1-4 | Christiane Reppe (GER)                          | Lee Do-yeon (KOR)                                | Francesca Porcellato (ITA) |
| Course sur route H5   | Andrea Eskau (GER)                              | Laura de Vaan (NED)                              | Jennette Jansen (NED)      |
| Course sur route C1-3 | Jamie Whitmore (USA)                            | Zeng Sini (CHN)                                  | Denise Schindler (GER)     |
| Course sur route C4-5 | Sarah Storey (GBR)                              | Anna Harkowska (POL)                             | Crystal Lane (GBR)         |
| Course sur route T1-2 | Carol Cooke (AUS)                               | Jill Walsh (USA)                                 | Jana Majunke (GER)         |